# Quartier de Charonne

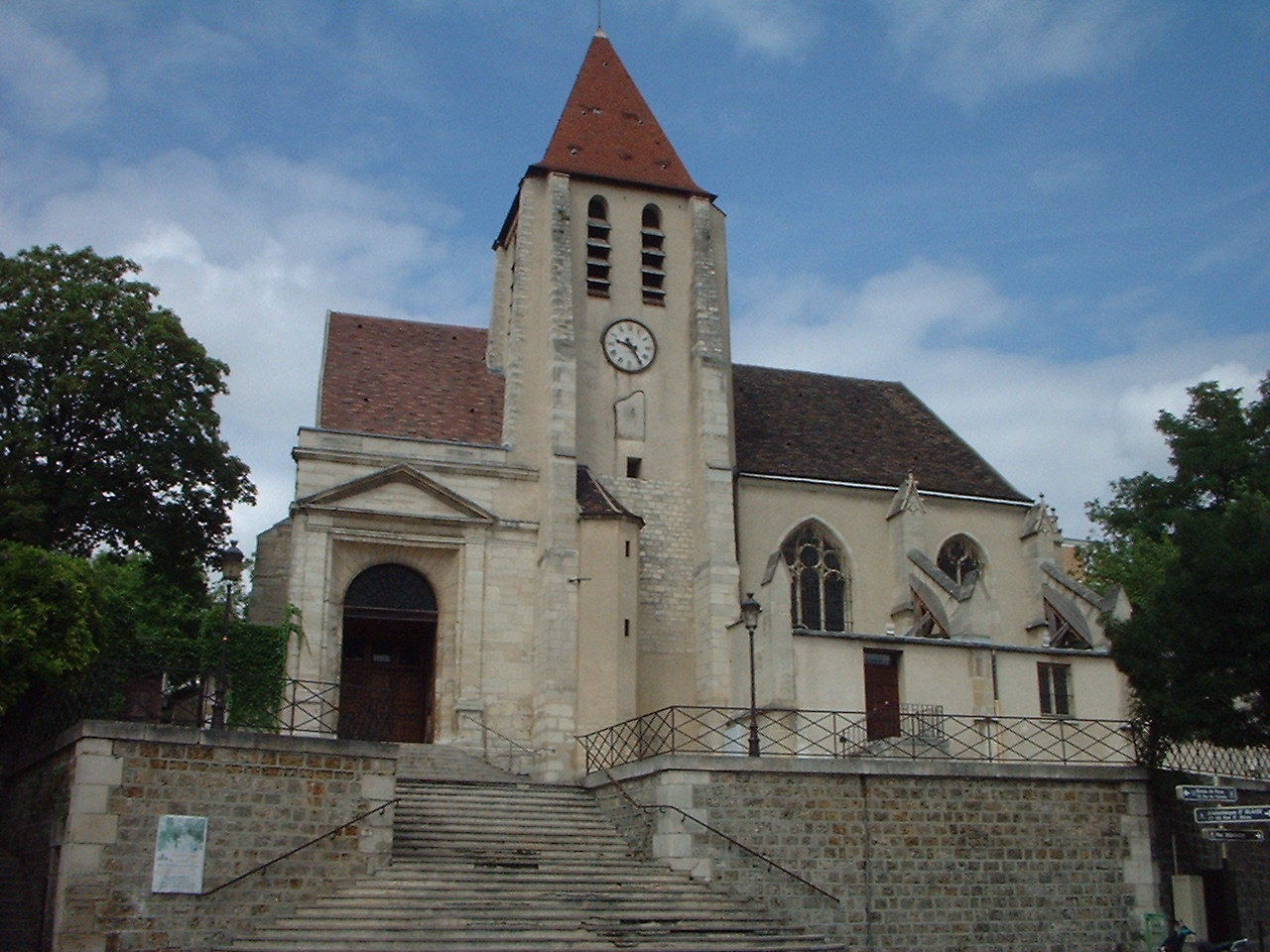
Kostel Saint-Germain de Charonne

Quartier de Charonne (čtvrť Charonne) je 80. administrativní čtvrť v Paříži, která je součástí 20. městského obvodu. Má rozlohu 209,1 ha a ohraničují ji ulice Cours de Vincennes na jihu, Boulevard de Charonne na západě, Rue de Bagnolet na severu a Boulevard périphérique na východě.

## Historie
Čtvrť byla pojmenována podle staré vesnice Charonne, která byla v roce 1860 připojena k Paříži. Střed bývalé vesnice se nacházel na křižovatce dnešních ulic Rue Saint-Blaise a Rue de Bagnolet u kostela Saint-Germain-de-Charonne na severní hranici současné čtvrti Charonne.

## Vývoj počtu obyvatel
| Rok sčítání | Počet obyvatel | Hustota zalidnění (ob./km²) |
| ----------- | -------------- | --------------------------- |
| 1954        | 59 113         | 28 270                      |
| 1962        | 64 573         | 30 881                      |
| 1968        | 62 409         | 29 846                      |
| 1975        | 57 260         | 27 384                      |
| 1982        | 56 404         | 26 975                      |
| 1990        | 64 583         | 30 886                      |
| 1999        | 62 901         | 30 081                      |